# Route 259 (Québec)
Pour les articles homonymes, voir Route 259.
La route 259 (R-259) est une route régionale québécoise d'orientation nord / sud située sur la rive sud du fleuve Saint-Laurent. Elle dessert la région administrative du Centre-du-Québec.

## Tracé
L'extrémité sud de la route 259 est située à Notre-Dame-du-Bon-Conseil sur la route 122 alors que son extrémité nord, située 37 kilomètres plus loin, se trouve à Nicolet, sur la route 132. Elle constitue un moyen de relier la ville de Nicolet à l'A-20.

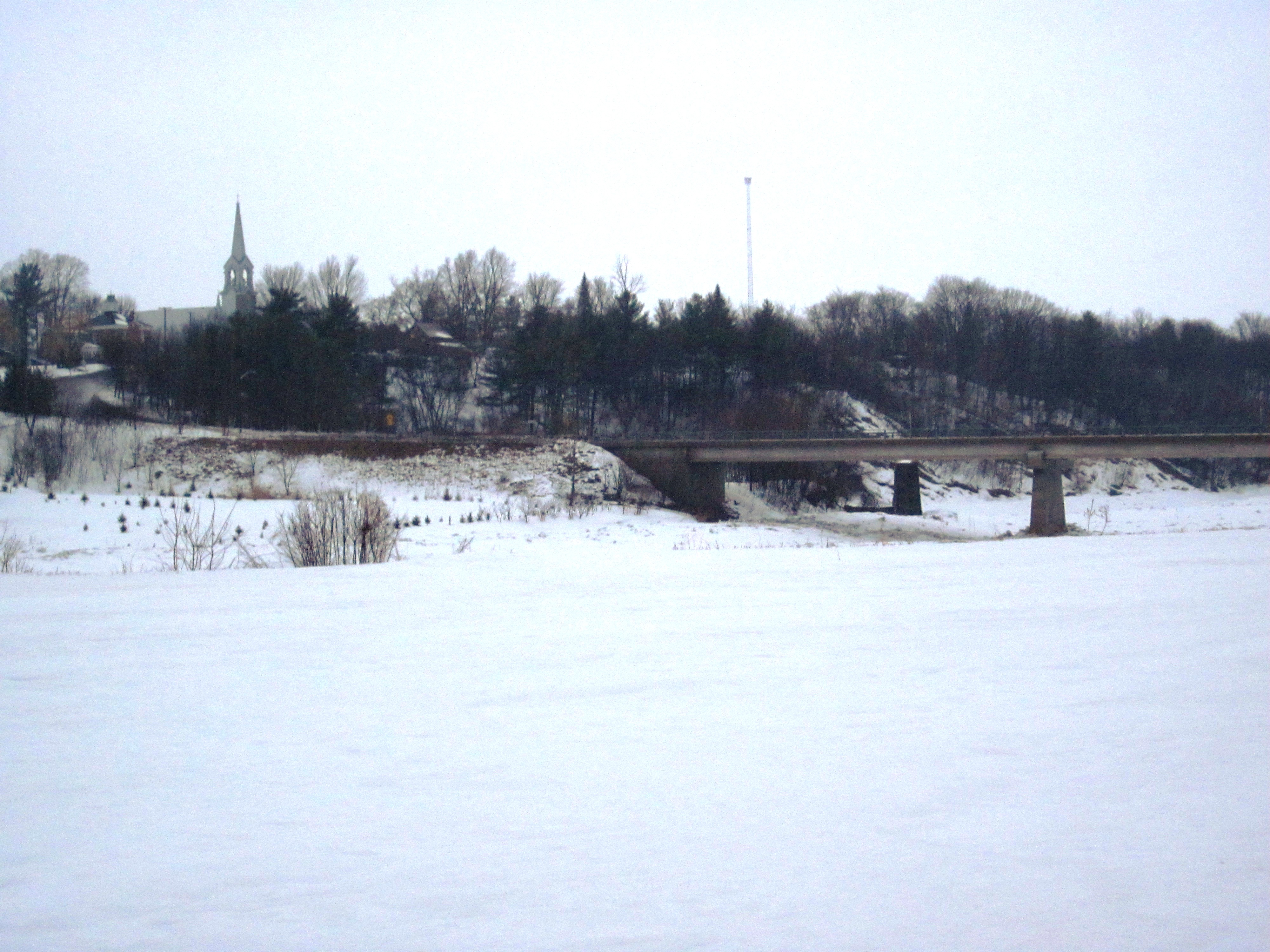
La route 259 enjambe la rivière Nicolet à Sainte-Monique.

## Localités traversées (du sud au nord)
Liste des municipalités dont le territoire est traversé par la route 259, regroupées par municipalité régionale de comté.

### Centre-du-Québec
Drummond
- Notre-Dame-du-Bon-Conseil (Village)
- Notre-Dame-du-Bon-Conseil (Paroisse)

Nicolet-Yamaska
- Sainte-Perpétue
- Sainte-Monique
- Nicolet

## Intersections majeures
| MRC                     | Municipalité              | km    | Destinations                                                    | Notes                                                                                        |
| ----------------------- | ------------------------- | ----- | --------------------------------------------------------------- | -------------------------------------------------------------------------------------------- |
| Drummond                | Notre-Dame-du-Bon-Conseil | 0,00  | R-122 – Victoriaville, Sainte-Clotilde-de-Horton, Drummondville |                                                                                              |
| Drummond                | Notre-Dame-du-Bon-Conseil | 2,30  | A-20 – Montréal, Québec                                         | Sortie 196 de l'A-20                                                                         |
| Nicolet-Yamaska         | Sainte-Monique            | 22,50 | R-226 ouest – La Visitation-de-Yamaska                          | Terminus sud du multiplex avec la R-226                                                      |
| Nicolet-Yamaska         | Sainte-Monique            | 27,70 | R-226 est – Saint-Célestin, Grand-Saint-Esprit                  | Terminus nord du multiplex avec la R-226; Saint-Célestin indiqué en direction nord seulement |
| Nicolet-Yamaska         | Nicolet                   | 38,10 | R-132 – Sorel-Tracy, Pierreville, Bécancour                     |                                                                                              |
| - Terminus de multiplex |                           |       |                                                                 |                                                                                              |